# Le Joyeux Barbier

Le Joyeux Barbier (Monsieur Beaucaire) est un film américain de George Marshall, adapté du roman Monsieur Beaucaire, de Booth Tarkington, et sorti en 1946.

## Synopsis
Le Duc de Chandre, sur le point de partir en Espagne épouser Maria, Princesse d'Espagne, ordonne à Beaucaire, un barbier à la cour du Roi de France, de prendre son identité.

## Fiche technique
- Titre français : Le Joyeux Barbier
- Titre original américain : Monsieur Beaucaire
- Réalisation : George Marshall
- Scénaristes : Booth Tarkington (roman), Melvin Frank, Norman Panama, Frank Tashlin
- Producteur : Paul Jones
- Musique : Robert Emmett Dolan
- Directeur de la photographie : Lionel Lindon
- Effets spéciaux : Collaborateurs divers, dont Loyal Griggs, Devereaux et Gordon Jennings (les deux premiers non crédités)
- Ingénieurs du son : Don Johnson, Gene Merritt
- Montage : Arthur Schmidt
- Direction artistique : Hans Dreier, Earl Hedrick
- Format : Couleurs : Noir et blanc - Son : Mono
- Durée : 93 minutes
- Société de production : Paramount Pictures
- Dates de sortie :
  - États-Unis : 4 septembre 1946
  - France : 4 mai 1948

## Distribution
- Bob Hope : Monsieur Beaucaire, le barbier
- Joan Caulfield : Mimi
- Patric Knowles : Le Duc de Chandre
- Marjorie Reynolds : Princesse Maria d'Espagne
- Cecil Kellaway : Comte d'Armand
- Joseph Schildkraut : Don Francisco
- Reginald Owen : Le Roi Louis XV
- Constance Collier : La Reine de France
- Hillary Brooke : Madame de Pompadour
- Fortunio Bonanova : Don Carlos
- Douglass Dumbrille : George Washington
- Mary Nash : Duenna
- Leonid Kinskey : René
- Howard Freeman : Le Roi d'Espagne Philippe V

Acteurs non crédités
- Eric Alden : Un bretteur
- Don Avalier
- Dorothy Barrett : La femme à la robe arrachée
- John Berkes : Court Jester
- Nina Borget
- Carl R. Botefuhr
- Paul Bradley
- George Bruggeman : Bandit
- Allen Calm
- Anthony Caruso : Cavalier masqué
- Albert Cavens
- Lane Chandler : Officier français à la porte du palais
- Charles Coleman : Majordome
- Charles Cooley : Garde
- Catherine Craig : Duchesse
- Yola d'Avril : Gouvernante
- Jean de Briac : Ministre des Finances
- Jean Del Val : Ministre de la Guerre
- Antonio Filauri : Ministre de la Marine
- William Frambes : Page
- Helen Freeman : Reine d'Espagne
- Martin Garralaga : Serviteur espagnol
- Rudy Germaine : Garde
- Sol Gorss : Un bretteur
- Alan Hale Jr. : Courtier
- Eddie Hall : Cavalier masqué
- Sherry Hall : Sentinelle
- Len Hendry : Officier espagnol
- Nan Holliday : Employée de maison
- Brandon Hurst : Marquis
- Bert LeBaron : Bandit
- George Lynn : Soldat
- Lynne Lyons : Sra. Gonzales
- George Magrill : Gardien de prison
- Mona Maris : Marquise Velasquez
- John Maxwell : Courtier
- William Meader : Garde
- Torben Meyer : Comte
- Jack Mulhall : Garde
- John Mylong : Ministre d'état
- Noreen Nash : Baronne
- Ralph Navarro
- Carl Neubert : Baron
- Manuel París : Garde espagnol
- Tony Paton : Serviteur
- Nino Pipitone : Laquais
- Hugh Prosser : Courtier
- Elaine Riley
- Victor Romito : Garde
- Buddy Roosevelt : Garde espagnol
- Lewis L. Russell : Chef de la Justice
- Robert 'Buddy' Shaw
- George Sorel : Duc
- Nanette Vallon : Employée de maison
- Philip Van Zandt : Garde
- Dorothy Vernon : Servante
- Crane Whitley : Garde
- Audrey Young : Comtesse